# خرطيط التفاح
خِرْطِيط التفاح هو عثة من فصيلة الفارات. موطنها الأصلي أوروبا وآسيا ، وانتشرت إلى أمريكا الشمالية .
باع جناحيها يطول من ١٦ إلى ٢٠ سم. الرواشن بيضاء وتحتوي على 12 إلى 16 نقطة سوداء مرتبة في ثلاثة خطوط غير منتظمة. تطير العثة من يونيو إلى أكتوبر. وهي وحيدة الجيل الحولي صغيرة القد منقوشة الرواشن. تمتح مكنها في الخريف على الأفناد والأغصان بشكل لطخ مربعة أو مستطيلة التجميع لونها إلى الشقار التبني، فينقف بعد وضع ببضعة أيام عن يرقات صغيرة تمضي الشتاء في شقوق اللحاء. قوتها ما تيسر من المواد العضوية وتبقى كذلك حتى الإيراق حيث تركب الأوراق الفتية فتلغمها ثم تمنطق النوامي بنواسها الحريري الذي يشبه بيت العنكبوت فتقيم فيه بعض الوقت إلى أن تقضي على الأوراق ثم تحوك صلحتها وتخلد في ثباتها الطبيعي إلى أواخر الصيف حيث تتطور إلى حشرة كاملة تعيد سيرتها الأولى.

## معرض الصور

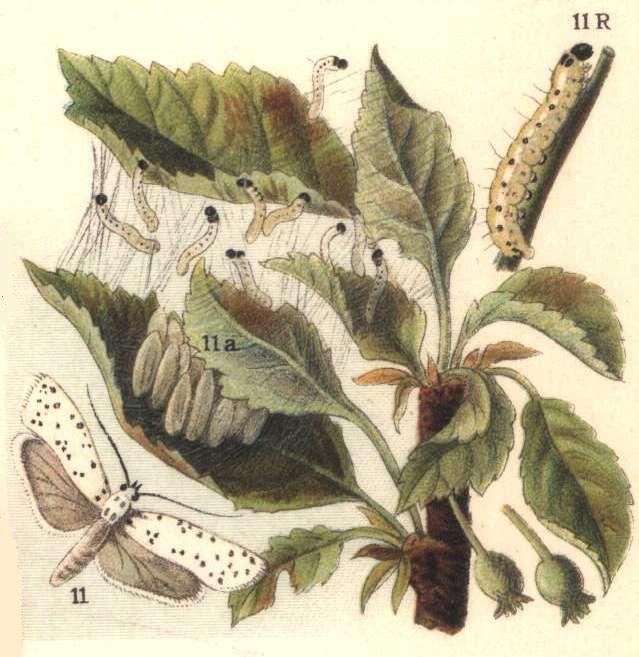
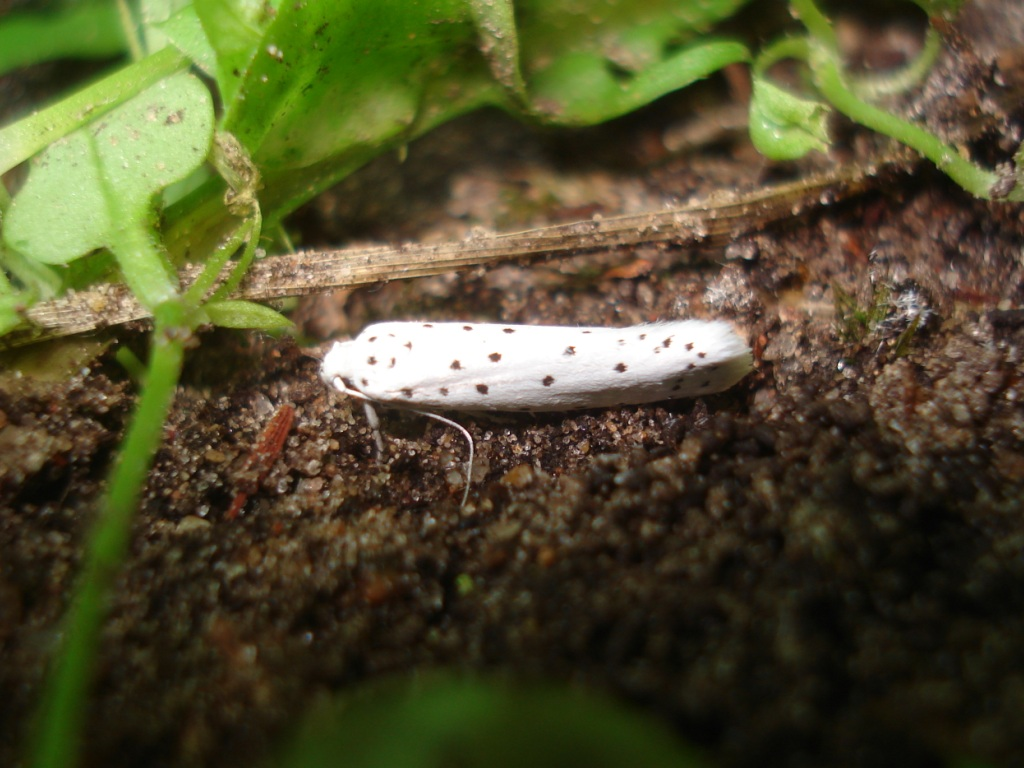